# Breithorn (Simplon)
De Breithorn is een drieduizender met een hoogte van 3.437 m in de Zwitserse Lepontische Alpen in het kanton Wallis. De berg behoort tot het Monte Leonegebergte en vormt de oostelijke flank van de Simplonpas.
De berg kan op zo'n vijf uur beklommen worden van aan de Simplonpas. Berghutten als startplaats zijn het Simplon Hospiz en de Monte Leone Hütte.